# خط طول 58° شرق
خط طول 58° شرق هو أحد خطوط الطول الجغرافية، والتي تمتد من القطب الشمالي الجغرافي إلى القطب الجنوبي الجغرافي، وحسب التحويل الزمني يتقدم خط طول 58° شرق عن خط غرينتش بـ3 ساعات و52 دقيقة.

## من القطب إلى القطب
ينطلق خط طول 58° شرق من القطب الشمالي نحو القطب الجنوبي مرورا بالمناطق التي ترد في الجدول التالي:
| الإحداثيات                         | البلد أو الإقليم أو البحر | ملاحظات |
| ---------------------------------- | ------------------------- | --- |
| 90°0′N 58°0′E / 90.000°N 58.000°E  | المحيط المتجمد الشمالي    | |
| 81°49′N 58°0′E / 81.817°N 58.000°E | روسيا                     | جزر جزيرة رودولف, جزيرة كارل-ألكسندر [لغات أخرى]‏, جزيرة باير [لغات أخرى]‏, جزيرة غريلي [لغات أخرى]‏, جزيرة زيغلر [لغات أخرى]‏, جزيرة فينر نويشتاد [لغات أخرى]‏, جزيرة هيس و جزيرة هول, أرخبيل فرنسوا جوزيف |
| 80°5′N 58°0′E / 80.083°N 58.000°E  | بحر بارنتس                | |
| 75°39′N 58°0′E / 75.650°N 58.000°E | روسيا                     | جزيرة سيفيرني, نوفايا زيمليا |
| 73°59′N 58°0′E / 73.983°N 58.000°E | بحر كارا                  | |
| 70°30′N 58°0′E / 70.500°N 58.000°E | بحر بارنتس                | بحر بيتشورا |
| 68°49′N 58°0′E / 68.817°N 58.000°E | روسيا                     | |
| 51°5′N 58°0′E / 51.083°N 58.000°E  | كازاخستان                 | |
| 45°27′N 58°0′E / 45.450°N 58.000°E | أوزبكستان                 | |
| 42°29′N 58°0′E / 42.483°N 58.000°E | تركمانستان                | |
| 37°49′N 58°0′E / 37.817°N 58.000°E | إيران                     | |
| 25°38′N 58°0′E / 25.633°N 58.000°E | خليج عمان                 | |
| 23°42′N 58°0′E / 23.700°N 58.000°E | عُمان                      | |
| 20°26′N 58°0′E / 20.433°N 58.000°E | المحيط الهندي             | مرورا بشرق the جزيرة موريشيوس |
| 60°0′S 58°0′E / 60.000°S 58.000°E  | المحيط الجنوبي            | |
| 67°6′S 58°0′E / 67.100°S 58.000°E  | القارة القطبية الجنوبية   | الإقليم الأسترالي في القارة القطبية الجنوبية, المطالب الإقليمية بالقارة القطبية الجنوبية by أستراليا                                                                                                   |